# Kajvoslamm
Kajvoslamm är en sjö i Ljusdals kommun i den del av kommuen som ligger i Dalarna och ingår i Ljusnans huvudavrinningsområde. Sjön är 6,2 meter djup, har en yta på 0,015 kvadratkilometer och är belägen 465 meter över havet.